# Shorot Francis Gomes
Shorot Francis Gomes (* 15. Dezember 1965 in Hashnabad) ist ein bangladeschischer Geistlicher und römisch-katholischer Bischof von Sylhet.

## Leben
Shorot Francis Gomes besuchte die Holy Cross School in Bandura sowie das Kleine Seminar Little Flower und das Zwischen-Seminar St. Joseph in Dhaka. Daneben erwarb er am Notre Dame College in Dhaka einen Bachelor of Arts. Ab 1984 studierte er Philosophie und Katholische Theologie am Priesterseminar Holy Spirit in Dhaka. Gomes empfing am 31. Mai 1990 das Sakrament der Priesterweihe für das Erzbistum Dhaka.
Gomes war von 1990 bis 1994 Pfarrvikar der Kathedrale St. Mary in Dhaka und der Nagari Church, bevor er Rektor des Kleinen Seminars Little Flower wurde. 1998 wurde Shorot Francis Gomes für weiterführende Studien nach Rom entsandt, wo er 2002 an der Päpstlichen Akademie Alfonsiana mit der Arbeit Apostolic Movements of Families in Building up Marital Relationship and Communion: Implications for the Life of Christian Families in Bangladesh („Apostolische Bewegungen von Familien beim Aufbau von ehelichen Beziehungen und Gemeinschaft: Implikationen für das Leben christlicher Familien in Bangladesch“) im Fach Moraltheologie promoviert wurde. Nach der Rückkehr in seine Heimat wurde Gomes Pfarrvikar der Nagari Church und der Tejgaon Church. 2005 wurde er Subregens und 2009 schließlich Regens des Priesterseminars Holy Spirit in Dhaka. Von 2012 bis 2015 war Shorot Francis Gomes als Generalvikar des Bistums Sylhet tätig. Ab 2016 war Gomes Generalvikar des Erzbistums Dhaka.
Am 8. Februar 2016 ernannte ihn Papst Franziskus zum Titularbischof von Forma und zum Weihbischof in Dhaka. Die Bischofsweihe spendete ihm der Erzbischof von Dhaka, Patrick D’Rozario CSC, am 22. April desselben Jahres in der Kathedrale St. Mary in Dhaka; Mitkonsekratoren waren der Apostolische Nuntius in Bangladesch, Erzbischof George Kocherry, und der Bischof von Sylhet, Bejoy Nicephorus D’Cruze OMI. Am 12. Mai 2021 ernannte ihn Papst Franziskus zum Bischof von Sylhet. Die Amtseinführung erfolgte am 20. Juli desselben Jahres.
In der Bangladeschischen Bischofskonferenz ist Shorot Francis Gomes Vorsitzender der Kommission für die Priesterseminare und der Kommission für die Laien.